# Отворено првенство Словеније у тенису 2006 — парови
Словенија опен 2006. у конкуренцији женских парова одигран је од 18. до 24. септембра 2006. Учествовало је 16 парова са играчицама из 17 земаља.
Победиле су Чехиње Луција Храдецка и Рената Ворачова. За Луцију Храдецку ово је била 1 ВТА титула а Ренату Ворачеву друга у игри парова у каријери.

### Списак носилаца
| Број | Пар                                        | Резултат   | Резултат                        |
| ---- | ------------------------------------------ | ---------- | ------------------------------- |
| 1    | Марија Елена Камерин Емануела Гаљарди (23) | Полуфинале | Луција Храдецка Рената Ворачова |
| 2    | Ева Бирнерова Емил Лоа (119)               | Финале     | Луција Храдецка Рената Ворачова |
| 3    | Јармила Гајдошева Брајан Стјуарт (156)     | Полуфинале | Ева Бирнерова Емил Лоа          |
| 4    | Луција Храдецка Рената Ворачова (171)      | Победнице  | Ева Бирнерова Емил Лоа          |

## Прво коло
| бр. | 1. пар                                            | Резултат      | 2. пар                                      |
| --- | ------------------------------------------------- | ------------- | ------------------------------------------- |
| 1.  | Марија Елена Камерин Емануела Гаљарди (1)         | 6-4, 6-4      | Катерина Бохмова Андреја Клепач             |
| 2.  | Тина Крижан Маја Матвежић (ВК)                    | 4-6, 6-7(4)   | Андреја Хлавачкова Лубомира Курхајцова (КВ) |
| 3.  | Луција Храдецка Рената Ворачова (4)               | 5-7, 6-0, 6-3 | Клаудија Јанс Алисија Росолска              |
| 4.  | Ангелика Бахман Јулија Шруф                       | 4-6, 6-4, 6-3 | Марет Ани Сара Ерани                        |
| 5.  | Јекатерина Бичкова Русија · Габријела Навратилова | 5-7, 3-6      | Каролина Косинска Камиј Пен                 |
| 6.  | Кристина Бароа Јасмин Вар                         | 4-6, 2-6      | Јармила Гајдошева Брајан Стјуарт (3)        |
| 7.  | Меријен Драке Канада · Мартина Милер              | 4-6, 6-2, 6-1 | Ромина Опранди Владимира Ухлиржова          |
| 8.  | Татјана Гарбин Карин Кнап                         | 1-6, 3-6      | Ева Бирнерова Емил Лоа (2)                  |

## Четвртфинале
| бр. | 1. пар                                    | Резултат         | 2. пар                                      |
| --- | ----------------------------------------- | ---------------- | ------------------------------------------- |
| 1.  | Марија Елена Камерин Емануела Гаљарди (1) | 6-0, 6-7(6), 6-0 | Андреја Хлавачкова Лубомира Курхајцова (КВ) |
| 2.  | Луција Храдецка Рената Ворачова (4)       | 6-4, 6-1         | Ангелика Бахман Јулија Шруф                 |
| 3.  | Каролина Косинска Камиј Пен               | 7-6(5), 2-6, 0-6 | Јармила Гајдошева Брајан Стјуарт (3)        |
| 4.  | Меријен Драке Канада · Мартина Милер      | 1-6, 4-6         | Ева Бирнерова Емил Лоа (2)                  |

## Полуфинале
| бр. | 1. пар                                    | Резултат      | 2. пар                              |
| --- | ----------------------------------------- | ------------- | ----------------------------------- |
| 1.  | Марија Елена Камерин Емануела Гаљарди (1) | 3-2 (предаја) | Луција Храдецка Рената Ворачова (4) |
| 2.  | Јармила Гајдошева Брајан Стјуарт (3)      | 3-6, 6-7(6)   | Ева Бирнерова Емил Лоа (2)          |

## Финале
| бр. | 1. пар                              | Резултат | 2. пар                     |
| --- | ----------------------------------- | -------- | -------------------------- |
| 1.  | Луција Храдецка Рената Ворачова (4) | предаја  | Ева Бирнерова Емил Лоа (2) |